# Stichting Lokale Omroep Steenbergen
Stichting Lokale Omroep Steenbergen (SLOS), is de lokale omroep van de Gemeente Steenbergen en zendt uit via radio en televisie.

## Geschiedenis
De SLOS is in 1997 ontstaan uit een fusie van de omroepen Stadsomroep Klaver Vier (Steenbergen) en de Stichting Lokale Omroep Dinteloord. Deze fusie was noodzakelijk geworden na een gemeentelijke herindelingen in Noord-Brabant. Na de fusie betrok de SLOS de voormalige studio's van Stadsomroep Klaver Vier in de zogenaamde Witte Villa aan de Kaaistraat in Steenbergen. Toen dit gebouw verkocht werd, verhuisde de SLOS naar een nieuwe locatie nabij de Ruiterstallen.